# ムラッシュゲーミング
ムラッシュゲーミング（英: MURASH GAMING）は、加藤純一によって設立された日本のプロeスポーツチームである。

## 概要
配信者である加藤純一によって2022年に設立され、現在VALORANT、大乱闘スマッシュブラザーズ、ストリートファイター6、ストリーマーの4部門が活動している。公開試合を通じてプレイヤーの選考を行うなど、独自の手法でチームが運営されている。また、チームは、eスポーツ大会への参加や、加藤純一の配信を通じたプロモーション活動も行っている。なお、チーム名は加藤純一が業務提携している事務所「MURASH」からきているが直接の関係はない。

## 沿革
ムラッシュゲーミングは2022年10月に加藤純一のTwitch配信にて設立が発表された。メール選考や電話選考を経て、2023年1月に正式メンバーが決定。その後の各メンバーは、配信活動を中心としてプロゲーマーの大会に参加するなど、一選手として精力的に活動を続けている。

### 2022年
- 10月28日 - 加藤純一のTwitch配信『加藤純一です』で『ムラッシュゲーミング設立の権利』が購入される（Twitchのチャンネルポイント機能により998万ナオコインで販売）。
- 10月30日 - 「ムラッシュゲーミング設立記念放送」が行われ、第一次選考であるメール選考会が実施された[2]。
- 11月1日 - 10月30日の放送を受け、正式にムラッシュゲーミングが設立された。
- 11月3日 - 「ムラッシュゲーミング電話審査放送」にて、第二次選考としての電話選考が行われた[3]。
- 12月18日 - 「ムラッシュゲーミング総会」で、『大乱闘スマッシュブラザーズ部門』『ポケモン部門』『VALORANT部門』の候補生が集まり、顔合わせと対戦審査が行われた[4]。

### 2023年
- 1月15日 - 「ムラッシュゲーミング合否発表会」にて、『VALORANT部門』『大乱闘スマッシュブラザーズ部門』の正式メンバーが発表された。
- 2月28日 - VALORANT Challengers 2023 Japan: Split 2にて『VALORANT部門』コーチとして「shoushi」が期間限定の加入（のちに正式にコーチとして加入）。
- 3月18日 - MURASH GAMINGの公式オンラインストアがオープンする[5]。
- 5月31日 - 『VALORANT部門』から「Jokoriri」が学業に専念するため脱退。
- 6月30日 - 『大乱闘スマッシュブラザーズ部門』から「オムアツ」が本人の希望により脱退。
- 8月1日 - 『VALORANT部門』に「Absol」が加入。
- 10月17日 - 『VALORANT部門』に「Reita」が加入。
- 12月31日 - 『大乱闘スマッシュブラザーズ部門』から「つぼつぼ」、『VALORANT部門』から「ndzq」「KOKE」「Reo」が契約終了のため脱退。

### 2024年
- 4月1日 - 『ボディビル部門』として、加藤純一の動画の編集などを担当している「ネジ」が「キャプテン・ムラッシュ」と名を改め活動していくと発表された。
- 5月20日 - 『ストリートファイター6部門』を設立。同部門に「Yuto」が加入。
- 7月31日 - 『VALORANT部門』を初期から支えた「shoushi」コーチが退職。
- 8月6日 - 『VALORANT部門』に結成初期メンバーで選手として活躍した「Reo」がアシスタントコーチとして再加入。
- 10月5日 - Apexのオープン大会『BLGS』に、ムラッシュゲーミングとして他所属の元プロ、ストリーマーの「Euriece」「rpr」「Crylix」の3選手が参戦することが発表された。
- 10月7日 - ムラッシュゲーミングスタッフである加藤純一の姉「千絵」のXにてムラッシュゲーミングのユニフォームの完成が発表され、公開された。チームロゴと公式キャラ『ムラッシュ君』を「寺田てら」、純の文字を「書家蒼喬」、デザインを「青アジ」が手掛けた。
- 11月8日 - 『VALORANT部門』から「million」「Biju」が脱退すると発表した。編成上の理由としている。なお、「Biju」は同時に新設された『ストリーマー部門』へ転向となった[6]。

### 2025年
- 1月9日 - 『VALORANT部門』に「Ask」が加入。「TENNN」がZETA DIVISIONより『VALORANT Challengers Japan 2025』又は『VALORANT Champions Tour Ascension Pacific 2025』出場期間終了までのレンタル移籍加入。
- 1月15日 - 「Absol」がVCJ 2024 Split 2でのベスト4入賞やグローバルリーダーボード世界1位達成などの活躍が評価され、「日本eスポーツアワード2024 Under18eスポーツプレイヤー賞」を受賞。[7]パシフィコ横浜 国立大ホールで開かれた授賞式には、大会前日ということもあり『ストリーマー部門』の「Biju」が代理で出席した。
- 2月14日 - 「加藤純一」がVCJ2025 split1 MRG VS SG応援ミラー配信前の雑談にて昨年『VALORANT部門』を脱退した「million」がストリーマー部門に新規加入する旨が発表された。その後、本人のKick配信、XのBIOにて無所属であるとの表明がされた。
- 5月22日 - 『VALORANT部門』から結成初期メンバー最後のプレイヤーだった「Tonbo」が選手としての活動を終了すると発表。同日付でストリーマー部門への異動となった。
- 6月13日 - 『VALORANT部門』にコーチとして「Bullco」、ZETA DIVISIONより「SyouTa」が加入。
- 6月30日 - 『大乱闘スマッシュブラザーズ部門』から「かになべ」選手が、学業に専念するため脱退。
- 7月31日 - 『VALORANT部門』より、ZETA DIVISIONからレンタル移籍していた「TENNN」が正式にMURASH GAMINGへ完全移籍したことが発表された。[8]
- 8月01日 - 『VALORANT部門』において、「sironeko（橋本一成）」が新たにGeneral Manager（GM）として就任したことが発表された。今後は実質的なチームマネージャーだった鎌田氏に代わり、橋本GMのもとでチーム体制の強化を進めるとされた。[9]

## 所属選手

### 現所属選手
VALORANT部門 
| プレイヤー名 | 主なロール         | 加入日                | 過去の所属チーム   | 備考                         |
| ------------ | ------------------ | --------------------- | ------------------ | ---------------------------- |
| Absol        | デュエリスト       | 2023年8月1日          | DeToNator Academy  | 公開トライアウトを経て加入   |
| Reita        | センチネル         | 2023年10月17日        | DetonatioN FocusMe | インゲームリーダー           |
| TENNN        | デュエリスト       | 2025年1月9日          | ZETA DIVISION      | ZETA DIVISIONからの完全移籍  |
| Ask          | イニシエーター     | 2025年1月9日          | BABO               |                              |
| SyouTa       | コントローラー     | 2025年6月13日         | ZETA DIVISION      |                              |
|              | 役割               |                       |                    |                              |
| ATE          | コーチ             | 2023年1月15日         |                    | インゲームコーチ             |
| Bullco       | コーチ             | 2025年6月13日         | SCARZ              |                              |
| Reo          | アシスタントコーチ | 2024年8月6日(※再加入) | Murash Gaming      | 結成時はプレイヤーとして活動 |
| sironeko     | GM                 | 2025年08月01日        | Jadeite(GM)        |                              |

大乱闘スマッシュブラザーズ部門
| プレイヤー名 | 使用キャラ | 加入日        | 備考                             |
| ------------ | ---------- | ------------- | -------------------------------- |
| Umeki        | デイジー   | 2023年1月15日 | 結成初期メンバー。ウメブラ主催者 |

ストリートファイター6部門 
| プレイヤー名 | 使用キャラ | 加入日        | 備考                                               |
| ------------ | ---------- | ------------- | -------------------------------------------------- |
| Yuto         | 舞         | 2024年5月20日 | 加入の際、「バンピ」から本名由来の「Yuto」に改名。 |

ストリーマー部門
| プレイヤー名 | 加入日                               | 備考                         |
| ------------ | ------------------------------------ | ---------------------------- |
| Biju         | 2024年11月8日(※VALORANT部門から転向) | VALORANT部門結成初期メンバー |
| Tonbo        | 2025年5月22日(※VALORANT部門から転向) | VALORANT部門結成初期メンバー |

### 過去の所属選手
VALORANT部門 
| プレイヤー名 | 主なロール     | 加入日        | 脱退日         | 備考                                                                 |
| ------------ | -------------- | ------------- | -------------- | -------------------------------------------------------------------- |
| Jokoriri     | デュエリスト   | 2023年1月15日 | 2023年5月31日  | 結成初期メンバー。学業に専念するため、2023年5月末をもって引退        |
| ndzq         | デュエリスト   | 2023年1月15日 | 2023年12月31日 | 結成初期メンバー。                                                   |
| KOKE         | センチネル     | 2023年1月15日 | 2023年12月31日 | 結成初期メンバー。脱退後はDELTA esports(Stand in)、Delightなどで活躍 |
| million      | フレックス     | 2023年1月15日 | 2024年11月8日  | 結成初期メンバー。脱退後はLFTを表明                                  |
| Biju         | コントローラー | 2023年1月15日 | 2024年11月8日  | 結成初期メンバー。脱退後はストリーマー部門へ転向                     |
| Tonbo        | イニシエーター | 2023年1月15日 | 2025年5月22日  | 結成初期メンバー。脱退後はストリーマー部門へ転向                     |
|              | 役割           |               |                |                                                                      |
| shoushi      | コーチ         | 2023年2月28日 | 2024年7月31日  | 2024年7月をもって退職。脱退後はBABOへ加入                            |

大乱闘スマッシュブラザーズ部門
| プレイヤー名 | 使用キャラ                    | 加入日        | 備考                                          |
| ------------ | ----------------------------- | ------------- | --------------------------------------------- |
| オムアツ     | ミェンミェン                  | 2023年1月15日 | 結成初期メンバー。2023年6月に本人の希望で脱退 |
| つぼつぼ     | ピクミン&オリマー、ジョーカー | 2023年1月15日 | 結成初期メンバー。2023年12月をもって契約終了  |
| かになべ     | フォックス                    | 2023年1月15日 | 結成初期メンバー。2025年6月をもって契約終了   |

## 戦績

### 公式大会
| 開催年 | 大会名                                   | 順位                                 | 選手                                            | コーチ           |
| ------ | ---------------------------------------- | ------------------------------------ | ----------------------------------------------- | ---------------- |
| 2023   | VALORANT Challengers 2023 Japan: Split 1 | Open Qualifier敗退                   | million, Tonbo, Biju, KOKE, Jokoriri, Reo, ndzq | ATE              |
| 2023   | VALORANT Challengers 2023 Japan: Split 2 | Advance Stage敗退                    | million, Tonbo, Biju, KOKE, Jokoriri, Reo, ndzq | ATE, shoushi     |
| 2024   | VALORANT Challengers 2024 Japan: Split 1 | Main Stage 6th通過 Playoff 5~6th敗退 | million, Tonbo, Biju, Absol, Reita              | ATE, shoushi     |
| 2024   | VALORANT Challengers 2024 Japan: Split 2 | Main Stage 6th通過 Playoff           | million, Tonbo, Biju, Absol, Reita              | ATE, shoushi     |
| 2024   | VALORANT Challengers 2024 Japan: Split 3 | 出場辞退                             | Tonbo, Absol, Reita                             | ATE, Reo         |
| 2025   | VALORANT Challengers 2025 Japan: Split 1 | Main Stage 7~8th敗退                 | Tonbo, Absol, Reita, TENNN, Ask                 | ATE, Reo         |
| 2025   | VALORANT Challengers 2025 Japan: Split 2 | Main Stage 6th通過 Playoff 6th敗退   | Tonbo, Absol, Reita, TENNN, Ask                 | ATE, Reo         |
| 2025   | VALORANT Challengers 2025 Japan: Split 3 | Advance Stage 4th敗退                | Absol, Reita, TENNN, Ask, Syouta                | ATE, Bullco, Reo |

#### 2023年
- VALORANT Challengers 2023 Japan: Split 1

ムラッシュゲーミングとして初の公式大会。Open Qualifierにおいて、Group Aに振り分けられ、決勝まで進出するも、FENNELに敗北。
- VALORANT Challengers 2023 Japan: Split 2

Open Qualifierにおいて、Group Hに振り分けられ、AMORIS Vegaを下しAdvance Stage進出。初年度の目標としていた配信試合への進出を果たした。Advance StageではIGZIST、Focus e-Sportsに敗北し、2023年シーズンは幕を閉じた。

#### 2024年
- VALORANT Challengers 2024 Japan: Split 1

Open QualifierにおいてRIDDLEを破り、Main Stageへの進出を決定した。メインステージでは初戦でNORTHEPTIONに勝利するも、その後は4連敗。Playoff進出がかかったSCARZ戦では、2-0で勝利。自力でのPlayoff進出がかかったSengoku Gaming戦では、3マップ目のOTまでもつれ込むものの敗北。しかし、最終試合で敗退が決まっていたSCARZがIGZISTを破る結果となり、最終結果2勝5敗、同じ勝利数のSCARZとの直接対決を制していたためMain Stageを総合6位で締めくくりPlayoff進出を果たした。Playoffでは初戦でNORTHEPTIONに敗北し、敗退。
- VALORANT Challengers 2024 Japan: Split 2

Split 1の成績により、シードとしてAdvance Stage Playoffからの参加。Advance Stage Playoffにおいて、SCARZに敗北するも、Crest Gaming Zstを破り、Main Stageへの進出を果たす。Main Stageでは、初戦でNORTHEPTIONに敗北を喫するも、Sengoku Gaming、FENNELとのSplit 1のリベンジマッチに勝利。自力でのPlayoff進出がかかったREJECT戦では、3マップ目までもつれ込んだ接戦の末、オーバータイム目前の第24ラウンドで、millionがクラッチを決め、勝利。3勝4敗で総合6位となり、2大会連続でPlayoffへ進出した。プレイオフ初戦のSCARZでは、壮絶なシーソーゲームの末2-1で勝利し、ベスト4進出。オフライン出場をかけたFENNEL戦では、0-2で敗北。チーム最高成績となる日本4位で敗退した。
- VALORANT Challengers 2024 Japan: Split 3

Split2で4位に入賞したことにより、直通でのメインステージ出場が決定。しかし大会直前にmillionとBijuが脱退。ロースターロック後の突然の決定だったため、スタンドインやコーチを入れての出場が認められず、大会への出場を辞退した。

#### 2025 年
- VALORANT Challengers 2025 Japan: Split 1

Split 3への出場を辞退、Premier E9A3に不参加なことからVCJ2025 Split1への出場が危ぶまれていたが、最終的にAdvance Stageから出場した。メンバー変更の影響により、今大会からReitaがコントローラーへ、Tonboがセンチネルにロールチェンジした。公式配信がないため前回同様、点数速報をオーナーによる応援配信でやることに。グループAに振り分けられ、アッパーファイナルでSengoku Gamingに敗北。メインステージへの最後の一枠をかけたBlue Bees戦では、3MAP目までもつれた壮絶な試合の末、オーバータイムを15-13で制し、メインステージへ進出。

今年はダブルエリミネーショントーナメント形式の戦いとなり、初戦はアカデミー枠から出場のDFM ACADEMYに勝利を収め、アッパーブラケット2回戦に駒を進めた。2回戦では、VCJ sprit2,3の優勝チームであるRIDDLEとの対戦し、スコア1-2で惜敗する。ローワーブラケットでは、ZETA DIVISION Academyと対戦、本大会二度目のアカデミー枠との試合となったが、1マップ目から押され気味の展開となる。その後も、両者拮抗となるゲームが続き、ゲームスコア1-1で最終MAPまで縺れ込む。序盤7-1の良好な出だしだったが、相手のタフさにまたも押され11-9まで追いつかれるも、補強したTENNNの活躍もあり接戦を制した。

その後、Advance Stageで敗北したSengoku Gamingと再戦するも、0-2で敗れSplit 1はベスト8敗退。成績としてはサーキットポイント10ptを獲得した。Split 1でMain Stageベスト4入りを逃したため、Split 2 Main Stageシード権を獲得できず、再びAdvance Stage（予選）からの出場となった。
- VALORANT Challengers 2025 Japan: Split 2

Split 1の成績により、シードとしてAdvance Stageからの参加。今大会からReitaがセンチネルに復帰し、Tonboがコントローラーへコンバートした。初戦は過去3度の対戦で1マップも取得したことのないIGZISTと対戦。公式配信がなかったため、名物のオーナーによる点数速報が行われた。試合には2-1で勝利。2回戦では、SCARZと対戦。1マップ目を2-13の大差で敗北するも、2MAP目、3MAP目ともにAbsolが最後の1V2を制し、2-1で勝利。Upper Bracket FinalはCrest Gaming Zstとの対戦。相手を圧倒する試合で2-0で勝利し、無事にMain Stageに進出した。Main Stageでは開幕から4連敗を喫するも、DFM ACADEMY、REJECT、ZETA DIVISION Academyに勝利し、3勝4敗、6位でPlayoffに進出した。

Playoffの対戦相手はFENNELとなりオフライン出場をかけた戦いに臨んだが、1-2で惜しくも敗れ、メインステージの結果を踏まえた最終順位は6位となった。これにより、Split2ではサーキットポイントを20ポイント獲得し、Split1と合わせて合計30ポイントを取得した。今回の成績を踏まえ、Split3は再びAdvance Stage（予選）からの出場となった。
- VALORANT Challengers 2025 Japan: Split 3 Advance Stage

ムラッシュゲーミングは、Split2での成績により、Split3ではAdvance Stageからのシード出場となった。今シーズンより、ZETA DIVISIONから「Syouta」が完全移籍で加入し、元SCARZのコーチである「Bullco」がサブコーチとしてチームに加わった。
Advance Stage初戦ではCREST GAMING Zstと対戦するも、1マップも取得できず0-2で敗北。Lower Bracketに回ることとなった。続く2戦目ではBC SWELLと対戦したが、こちらも0-2で敗れ、Advance Stage敗退が決定した。
この結果により、ムラッシュゲーミングはSplit3のMain Stage進出を果たせず、2025年シーズンの公式大会すべての戦いを終えることとなった。来シーズンに向けては、Advance Stage敗退という結果を踏まえ、ゲーム内トーナメントシステム「VALORANT Premier」からの再挑戦となった。

### オフシーズン大会
| 開催年 | 大会名                                                    | 順位  | 選手                                   | コーチ       |
| ------ | --------------------------------------------------------- | ----- | -------------------------------------- | ------------ |
| 2023   | Red Bull Home Ground - #4 - Japanese Qualifier            | 5~8th | million, Tonbo, Biju, Absol, KOKE, Reo | ATE, shoushi |
| 2023   | Predator League Japan 2024                                | 5~8th | million, Tonbo, Biju, Absol, KOKE, Reo | ATE, shoushi |
| 2024   | Red Bull Home Ground 2024 APAC Qualifier 日本予選 Phase 3 | 5~8th | million, Tonbo, Biju, Absol, Reita     | ATE, Reo     |

 2023年 
・Red Bull Home Ground - #4 - Japanese Qualifier
両国国技館にて開催されたRed Bull Home Ground#4の日本予選(BO3、シングルエリミネーション形式)。1回戦にてTeamDurationに2-0で勝利を収めるも、2回戦にてFAV gamingに1-2で敗れ、敗退。
・Predator League Japan 2024
フィリピン、マニラにて開催されたPredator Leagueの日本予選(BO3、シングルエリミネーション形式)。1回戦にてTeamDurationに2-0で勝利を収めるも、2回戦にてCrest Gaming Zstに0-2で敗れ、敗退。
 2024年 
・Red Bull Home Ground 2024 APAC Qualifier 日本予選 Phase 3
両国国技館にて開催されたRed Bull Home Ground 2024 APAC Qualifierの日本予選(BO3、シングルエリミネーション形式)。VCJでの活躍などが評価され、招待チームとしてベスト8から参加するも、初戦でIGZISTに対し0-2で敗れる。システム的な事故があったことで、一部選手が苦言を呈するなど生じたが後日謝罪した。

### コミュニティ大会
| 開催年 | 大会名                                         | 順位                 | 選手                                 | コーチ       |
| ------ | ---------------------------------------------- | -------------------- | ------------------------------------ | ------------ |
| 2023   | XROSS CUP 33                                   | 1回戦敗退            | million, Tonbo, Biju, KOKE, Jokoriri | ATE          |
| 2023   | 第2回AsteriskCUP                               | トーナメント1敗退    | Biju, KOKE, Jokoriri, Reo, ndzq      | ATE          |
| 2024   | MURASH GAMING CUSTOM powered by Riot Games ONE | 2勝2敗(ショーマッチ) | million, Tonbo, Biju, Absol, Reita   | ATE, shoushi |

・XROSS CUP 33
eSportsイベント団体X Division主催のコミュニティ大会。Ark5に敗北。
・第2回AsteriskCUP
e-sportsチームAsterisk主催で開催されていたコミュニティ大会。ムラッシュゲーミングは招待チームとしてmillion、Tonboを除いた5名で参加。トーナメント1にてKaisar Thaneに敗北。
・MURASH GAMING CUSTOM powered by Riot Games ONE
Riot Games ONEの一環として開催されたカスタムイベント。CREST GAMING Zst(sakurai、Brofeld、Art、Moothie、HYUNMIN)、VARREL(Zepher、LOB、Bangnan、BlackWiz、xnfri)、プロフェッショナル軍団(neth、Meiy、oitaN、takej、善悪菌)、打倒MRG軍団 feat. NOEZ FOXX(Fisker、Marin、mittiii、rion、SylFy)の4チームとBO3で対戦。VARREL、打倒MRG軍団 feat. NOEZ FOXXには2-1で勝利を収めるも、CREST GAMING Zst、プロフェッショナル軍団には0-2で敗北。

### 公開スクリム
チーム発足当初に行われていた配信形式のスクリム。「ムラッシュゲーミング合否発表会」以前は選手たちはVALORANT部門候補生という扱いだった。
| 開催日         | 相手チーム            |
| -------------- | --------------------- |
| 2022年12月26日 | BC SWELL              |
| 2023年1月11日  | VAMOS                 |
| 2023年2月12日  | Sengoku Gaming        |
| 2023年2月12日  | ZETA DIVISION Academy |

### 公開トライアウト
VCJ2023での敗退を受け、さらなる戦力獲得のために行われたトライアウト。書類による一次選考が行われ、二次選考の様子が2023年6月26日20時から配信された。公開トライアウトには書類選考を通過した10名が参加し、5対5に分かれてBO3で戦い、勝者チームがムラッシュゲーミングVALORANT部門と対戦した。公開トライアウト以降も選考は続き、Absolの加入が決定した。
| 参加者    | 備考                                              |
| --------- | ------------------------------------------------- |
| OneStep   | 後にCNEsportsへ加入                               |
| take      | 後にDelight、REJECTへ加入                         |
| Taem1n    | 後にIGZISTへ加入                                  |
| Absol     | 元DeToNator Academy、後にMurash Gamingへ加入      |
| hidry     | 元DeToNator Academy、後にTeam SEIBIへ加入         |
| Pyrolll   | 後にAcendへ加入                                   |
| Valll     | 元Focus e-Sports                                  |
| Bom Alpha | 元スプラトゥーンプロ選手、後にFAV Gamingへ加入    |
| show      | 元CYCLOPS athlete gaming、millionの元チームメイト |
| ndzq      | Murash Gaming所属                                 |

### イベントへの参加
| 開催年 | イベント名                          | 参加者                                                     | 概要                                                                                   |
| ------ | ----------------------------------- | ---------------------------------------------------------- | -------------------------------------------------------------------------------------- |
| 2023   | COKAN-Strike: Global Offensive      | million                                                    | デリケアエムズ協賛、有名配信者参加のCS:GO特別マッチ                                    |
| 2023   | Rakuten esports cup#4               | million                                                    | 楽天主催のPUBG大会。恭一郎、まさのり、二十日ネルとチームで参加                         |
| 2023   | RAGE VALORANT 2023                  | million, Tonbo, Biju, KOKE, Reo, ndzq, Absol, ate, shoushi | RAGE主催のVALORANT大会。コミュニティブース出展                                         |
| 2023   | Hype Up Tour Japan                  | Reita                                                      | VCT公式オフシーズンシリーズ「OFF//SEASON」のイベント                                   |
| 2023   | VTuber最協決定戦 Ver.VALORANT Act.1 | Tonbo                                                      | 蜻蛉軍団(水無瀬、葛葉、神成きゅぴ、赤見かるび、ラプラス・ダークネス)のコーチとして参加 |
| 2023   | Riot Games ONE 2023                 | Reita                                                      | プロmixチームとしてcrazyguy、Art、xnfri、Zepherと共に参戦                              |
| 2023   | Rakuten esports cup#5               | million,Tonbo                                              | 楽天主催のPUBG大会。millionがオンライン、Tonboがオフライン参加                         |
| 2024   | 第二回 配信者ハイパーゲーム大会     | Tonbo                                                      | OPENREC主催の大規模オフラインイベント。DAY2のゲストプレイヤーとしてオンラインで参加    |
| 2024   | Rakuten esports cup#6               | million, Tonbo, Biju, Absol, Reita                         | 楽天主催のWarlander大会。Tonbo、AbsolがMVP獲得                                         |
| 2024   | VALORANT 年末大集合SP               | Tonbo, Absol, Reita                                        | ABEMA PLAYGROUND主催のVALORANTスペシャルカスタムマッチ                                 |

### 大乱闘スマッシュブラザーズ部門

#### Umeki
ランキング
| 世界                  | ランク |
| --------------------- | ------ |
| LumiRank 2024 Season1 | 43     |

| 日本                  | ランク |
| --------------------- | ------ |
| LumiRank JP 2023      | 15     |
| JJPR 2024/9/16        | 34     |
| JSR 2023上半期        | 19     |
| SMASH BANZUKE Season2 | 21     |
| SSPR 2023/7/24        | 14     |

個人戦績
| 年   | 日付      | 大会                         | 順位（参加人数） |
| ---- | --------- | ---------------------------- | ---------------- |
| 2023 | 1/7, 8    | ウメブラ SP9                 | 9(1024)          |
| 2023 | 1/29      | DELTA #2                     | 17(64)           |
| 2023 | 2/4, 5    | 篝火 #9                      | 25(1248)         |
| 2023 | 2/11      | しのママ HEROES #3           | 13(169)          |
| 2023 | 2/15      | スマパ #79                   | 2(32)            |
| 2023 | 2/26      | WEVE Champions #1            | 4(101)           |
| 2023 | 3/1       | スマパ #80                   | 2(33)            |
| 2023 | 3/4       | 鬼灯火 #19                   | 13(70)           |
| 2023 | 3/5       | マエストロTOP #11            | 65(512)          |
| 2023 | 3/8       | スマパ #81                   | 7(32)            |
| 2023 | 3/12      | 西武撃 #13                   | 7(384)           |
| 2023 | 3/15      | スマパ #82                   | 7(34)            |
| 2023 | 3/18      | カリスマSP15                 | 17(128)          |
| 2023 | 3/19      | WINNER! -NEXT#3-             | 1(59)            |
| 2023 | 3/21      | DELTA #3                     | 17(192)          |
| 2023 | 3/22      | スマパ #83                   | 9(32)            |
| 2023 | 3/25      | 中部スマブラコロシアム #2    | 7(178)           |
| 2023 | 4/1       | るゆぶらっ！其の壱           | 1(113)           |
| 2023 | 4/2       | りぷぶらsp6                  | 9(96)            |
| 2023 | 4/8       | 九龍 #5                      | 7(471)           |
| 2023 | 4/15      | tamasuma 極冠 #2             | 9(243)           |
| 2023 | 4/16      | Gen 1.1                      | 9(164)           |
| 2023 | 4/22      | WAVE #4                      | 5(384)           |
| 2023 | 4/30      | マエストロTOP #12            | 17(512)          |
| 2023 | 5/4       | DELTA #4                     | 9(192)           |
| 2023 | 5/6, 7    | 篝火 #10                     | 17(1024)         |
| 2023 | 6/4       | WAVE Champions #2            | 4(96)            |
| 2023 | 6/10, 11  | イツクシマ #1                | 3(181)           |
| 2023 | 6/24, 25  | マエストロTOP #13            | 65(541)          |
| 2023 | 7/1       | 西武撃 #14                   | 9(272)           |
| 2023 | 7/8       | WAVE Champions #3            | 4(88)            |
| 2023 | 7/13      | 真・闘龍門 #4                | 13(32)           |
| 2023 | 7/15      | しのスマHEROES #4            | 1(128)           |
| 2023 | 7/22      | UltCore                      | 17(300)          |
| 2023 | 7/29      | WAVE #5                      | 3(122)           |
| 2023 | 8/9       | スマパ #99                   | 1(32)            |
| 2023 | 8/10      | 真・闘龍門 #8                | 5(32)            |
| 2023 | 8/12      | Gen2.0                       | 5(124)           |
| 2023 | 8/23      | スマパ #101                  | 7(32)            |
| 2023 | 8/26      | 九龍 -KOWLOON- #7            | 9(258)           |
| 2023 | 9/3       | マエスマTOP #14              | 17(392)          |
| 2023 | 9/10      | 仁義 #2                      | 5(191)           |
| 2023 | 9/23, 24  | DELTA #5                     | 13(292)          |
| 2023 | 10/2      | スマパ #107                  | 9(32)            |
| 2023 | 10/5      | 水戸らへん                   | 5(48)            |
| 2023 | 10/7, 8   | 篝火 #11                     | 17(1472)         |
| 2023 | 10/10     | スマパ #108                  | 2(28)            |
| 2023 | 10/12     | 真・闘龍門 #17               | 5(29)            |
| 2023 | 10/21, 22 | イツクシマ #2                | 2(201)           |
| 2023 | 10/28     | 西武撃 #15                   | 7(300)           |
| 2023 | 11/11, 12 | Port Priority 8              | 5(710)           |
| 2023 | 12/3      | GENESIS: BLACK at Guildhouse | 17(201)          |
| 2023 | 12/23     | DELTA #7                     | 17(235)          |
| 2024 | 1/6,7,8   | ウメブラSP10                 | 9(1275)          |
| 2024 | 1/13, 14  | 九龍 #9 With スマバト        | 49(895)          |
| 2024 | 2/16      | Pre-GENESIS X                | 13(160)          |
| 2024 | 2/17-19   | GENESIS X                    | 65(1505)         |
| 2024 | 2/28      | スマパ #126                  | 2(32)            |
| 2024 | 2/29      | 真・闘龍門 #34               | 3(30)            |
| 2024 | 3/3       | スマバトSP #45               | 13(309)          |
| 2024 | 3/6       | スマパ #127                  | 2(32)            |
| 2024 | 3/13      | スマパ #128                  | 3(48)            |
| 2024 | 3/16, 17  | イツクシマ #3                | 2(202)           |
| 2024 | 3/27      | スマパ #130                  | 7(32)            |
| 2024 | 3/30      | 九龍 #10                     | 3(312)           |
| 2024 | 4/6       | クロブラ #41                 | 9(192)           |
| 2024 | 4/10      | スマパ #132                  | 5(32)            |
| 2024 | 4/14      | スマバトSP #46               | 4(307)           |
| 2024 | 4/17      | スマパ #133                  | 4(32)            |
| 2024 | 4/21      | DELTA #7.5                   | 7(159)           |
| 2024 | 5/1       | スマパ #135                  | 7(48)            |
| 2024 | 5/3       | DELTA #8                     | 65(512)          |
| 2024 | 5/5, 6    | 篝火 #12                     | 97(2030)         |
| 2024 | 7/27, 28  | 九龍 #12 with篝火            | 65(1428)         |
| 2024 | 8/14      | スマパ #150                  | 1(32)            |
| 2024 | 8/17      | BAYBEE Cup 1                 | 5(189)           |
| 2024 | 8/21      | スマパ #151                  | 9(32)            |
| 2024 | 8/25      | DELTA #8.5                   | 17(195)          |
| 2024 | 9/4       | スマパ #153                  | 5(64)            |
| 2024 | 9/5       | 真・闘龍門 #61               | 9(47)            |
| 2024 | 9/11      | スマパ #154                  | 17(64)           |
| 2024 | 9/13      | 上野スマコミ #33             | 2(47)            |
| 2024 | 9/14, 15  | ウメブラSP11                 | 65(1023)         |
| 2024 | 9/22      | スマバトSP #51               | 25(375)          |
| 2024 | 9/23      | 第43回クロブラ               | 1(160)           |
| 2024 | 9/26      | 真・闘龍門 #64               | 1(37)            |
| 2024 | 9/28      | 桜梅桃李 第零幕              | 17(162)          |
| 2024 | 9/29      | マエスマ’LANDMARK#3          | 1(123)           |
| 2024 | 10/2      | スマパ #156                  | 2(64)            |
| 2024 | 10/18     | スマACT #263                 | 1(21)            |
| 2024 | 10/19     | マエスマ’LANDMARK#4          | 9(105)           |
| 2024 | 10/20     | スマバトSP #52               | 7(337)           |
| 2024 | 10/27     | DELTA #9                     | 65(386)          |
| 2024 | 11/10     | 闘源郷                       | 5(25)            |
| 2024 | 11/24     | UltCore #4                   | 25(367)          |
| 2024 | 11/30     | スマバトSP #53               | 25(336)          |
| 2024 | 12/11     | スマパ #166                  | 17(46)           |
| 2024 | 12/12     | 真・闘龍門 #74               | 2(44)            |
| 2024 | 12/14     | 第44回クロブラ               | 17(171)          |
| 2024 | 12/15     | 桜梅桃李 第壱幕              | 5(174)           |
| 2024 | 12/17     | 渋谷”達” #54                 | 1(32)            |
| 2024 | 12/18     | スマパ #167                  | 5(64)            |
| 2024 | 12/19     | 真・闘龍門 #75               | 7(39)            |
| 2024 | 12/21, 22 | スマ納め                     | 17(722)          |
| 2025 | 1/3       | プレ大会 マエスマ’TOP#1      | 13(126)          |
| 2025 | 1/4, 5    | マエスマ’TOP#1               | 25(579)          |
| 2025 | 1/12      | 西武撃 #18                   | 25(432)          |
| 2025 | 1/15      | スマパ #170                  | 1(41)            |
| 2025 | 1/19      | スマバトSP #55               | 5(330)           |
| 2025 | 1/22      | スマパ #171                  | 1(42)            |
| 2025 | 1/23      | 真・闘龍門 #79               | 1(32)            |
| 2025 | 1/29      | スマパ #172                  | 1(48)            |
| 2025 | 2/5       | スマパ #173                  | 2(64)            |
| 2025 | 2/14      | Pre-Genesis X2 at Guildhouse | 9(159)           |
| 2025 | 2/15~17   | Genesis X2                   | 13(924)          |
| 2025 | 3/30      | Smash Cruise Tournament      | 1(35)            |
| 2025 | 4/4       | 上野スマコミ #166            | 3(38)            |
| 2025 | 4/9       | スマパ #181                  | 3(64)            |
| 2025 | 4/12      | DELTA #10                    | 129(505)         |
| 2025 | 4/20      | スマパ #183                  | 17(106)          |
| 2025 | 4/23      | スマパ #184                  | 9(48)            |
| 2025 | 4/26      | 渋谷BeeSmash BIG 5           | 9(200)           |
| 2025 | 4/30      | Cafeteria Cup 2: Honey Pot   | 13(16)           |
| 2025 | 5/4, 5    | 篝火 #13                     | 97(2549)         |
| 2025 | 5/10      | スマパ #187                  | 3(92)            |
| 2025 | 5/14      | スマパ #186                  | 9(48)            |
| 2025 | 5/20      | マエスマ'1on1 #55            | 2(144)           |
| 2025 | 5/21      | スマパ #188                  | 13(64)           |
| 2025 | 5/28      | スマパ #189                  | 17(48)           |
| 2025 | 6/11      | スマパ #192                  | 3(43)            |
| 2025 | 6/18      | スマパ #193                  | 3(64)            |
| 2025 | 6/28      | DELTA #11                    | 17(443)          |

注:
- 優勝
- TOP8
- 太字：参加人数100人以上

## スポンサーおよび運営について
- 自由な活動を目指すというオーナーの意向により、2025年8月の時点ではスポンサーを受け付けていない。そのため本チームは、オーナー・加藤純一の配信活動による収益、チームのアパレル販売による収益、及びオーナー自身がギャンブルなどで獲得したポケットマネーから成る活動資金によって運営されている。
- スタッフは基本雇っておらず、加藤純一のマネージャー・鎌田と加藤純一の姉によって経営していると語っている。なおVALOLANT部門には、GMとして鎌田に代わりsironekoが役割を担っている。
- 現在のMRG BASEBALL SHIRTのデザインには、右胸部（右大胸筋付近）に「ふもっふのおみせ」（運営元：株式会社フェルマー）のロゴが掲載されている。このロゴ掲載については、オーナーである加藤純一が同社に対しスポンサー契約を結ぶことなく、「ロゴを掲載させてほしい」と直接交渉を行い、双方無償での使用許可を得たもの。